# Zbigniew Żegota

Herb Zbigniewa Żegoty, dzisiejszy herb Żegociny

Zbigniew Żegota (ur. w XIII wieku, zm. XIII/XIV w.) herbu Topór – rycerz i dziedzic Łąkty Starej (obecnie Łąkta Górna).
Według Szczęsnego Morawskiego książę Bolesław V Wstydliwy nadał rycerzowi Żegocie herbu Topór osadę Villa Żegota. Pod koniec XIII wieku właścicielem wsi był Zbigniew Żegota – dziedzic sąsiedniej Łąkty Starej, który w roku 1293 ufundował w Żegocinie kościół, co zapewne wiązało się z lokowaniem wsi na prawie niemieckim.